# Société américaine d'histoire
Pour les articles homonymes, voir AHA.
La Société américaine d'histoire (en anglais American Historical Association, AHA) est la plus ancienne et la plus importante société savante réunissant des historiens et des professeurs d'histoire aux États-Unis. Fondée en 1884, cette association promeut les études historiques, l'enseignement de l'histoire, et la préservation et l'accessibilité des documents historiques. Elle publie The American Historical Review cinq fois par an, comprenant des articles académiques et des critiques de livres. L'AHA est l'organisation principale pour les historiens travaillant aux États-Unis, tandis que l'Organization of American Historians est la principale organisation pour les historiens qui consacrent leurs études aux États-Unis.
Le groupe détient une charte du Congrès suivant le titre 36 du Code des États-Unis.

## Activités présentes
En tant qu'organisation générale de la profession, l'AHA travaille avec d'autres organisations historiques majeures et agit à titre de défenseur public pour ce champ d'études. Au sein de la profession, l'association définit une éthique de comportement et des bonnes pratiques, en particulier au moyen de ses Statements on Standards of Professional Conduct (Énoncés sur les normes de conduite professionnelle).
L'AHA développe aussi des normes pour les bonnes pratiques dans l'enseignement et les manuels d'histoire, qui n'ont qu'une influence limitée. L'association agit généralement pour influer sur les politiques adoptées à l'égard de l'histoire par l'intermédiaire de la National Coalition for History (coalition nationale pour l'Histoire).
L'association publie The American Historical Review, une revue académique majeure dans le domaine de l'Histoire, qui couvre tous les aspects de cette discipline, à partir de l'Histoire de l'Antiquité, et Perspectives on History, le mensuel d'actualités de la profession. Le 28 septembre 2006, l'AHA a démarré un blog nommé AHA Today qu'elle décrit comme « un blog consacré aux derniers évènements dans la vaste discipline de l'Histoire et à l'application professionnelle du savoir-faire issu du personnel, de la recherche et des activités de l'AHA ».
La rencontre annuelle de l'association en janvier de chaque année rassemble plus de 5 000 historiens venant de partout aux États-Unis pour discuter des dernières avancées dans la recherche, rechercher un emploi, et discuter des moyens de se perfectionner comme historien et comme enseignant. La rencontre annuelle de 2009 a eu lieu à New York du 2 au 5 janvier 2009. Le theme en était la globalisation de l'historiographie. Le site Internet de l'association fournit de larges informations sur l'état actuel de la profession, des conseils sur les carrières en Histoire, et une vaste archive de documents historiques (incluant la Roundtable Series, une série de plaquettes préparées pour le département de la Guerre durant la Seconde Guerre mondiale).
L'association gère aussi deux fellowships majeurs, 24 prix littéraires, et un certain nombre de petites bourses de recherche.
La Société décerne enfin tous les ans son prix John K. Fairbank à l'auteur d'un livre sur l'histoire de la Chine, du Vietnam, de l'Asie centrale chinoise, de la Mongolie, de la Mandchourie, de la Corée ou du Japon depuis l'an 1800.

## Histoire

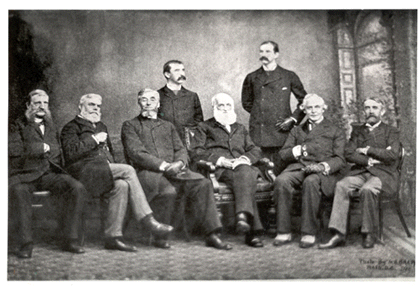
Les officiers exécutifs de l'American Historical Association lors de l'incorporation de l'association par le Congrès, photographiés pendant leur rencontre annuelle du 30 décembre 1889 à Washington. Assis, de gauche à droite, on voit William Poole, Justin Winsor, Charles Kendall Adams (Président), George Bancroft, John Jay, et Andrew Dickson White ; debout, de gauche à droite, on voit Herbert B. Adams et C. W. Bowen.

Comme le souligne James John Sheehan en 2005, l'association a toujours essayé d'être au service de plusieurs corps de métier, incluant les archivistes, les membres de sociétés historiques locales et d'État, les enseignants, et les historiens amateurs, qui se sont tournés vers elle – pas toujours avec succès ni à leur satisfaction – pour qu'elle les représente et les soutienne. Les premiers dirigeants de l'association étaient souvent des hommes distingués ayant à leur disposition le temps libre et les moyens d'écrire bon nombre des grands ouvrages historiques du XIXe siècle, tels que George Bancroft, Justin Winsor, et James Ford Rhodes. Les travaux des premières années de l'association furent essentiellement axés sur la création d'une cohésion autour de visées communes et le rassemblement des documents par le biais de ses commissions des manuscripts historiques et des archives publique.

### Normes de publication
Dès le début, cependant, l'association a été dominée par des historiens employés dans des universités, et joua un rôle essentiel pour définir leurs intérêts en tant que profession. Le premier président de l'association, Andrew Dickson White, était le président de l'université Cornell, et son premier secrétaire, Herbert Baxter Adams, établit l'un des premiers programmes doctoraux en histoire pour suivre la nouvelle méthode allemande à l'université Johns-Hopkins. L'expression la plus flagrante de cette impulsion académique pour l'Histoire fut lors du développement de la American Historical Review en 1895. Formée par des historiens issus des plus importantes universités des États-Unis, elle suivait le modèle des journaux d'Histoire européens. Au début du mandat de rédacteur en chef de J. Franklin Jameson, la Review publia plusieurs longs articles académiques dans chaque numéro, après seulement qu'ils ont été revus par des universitaires et approuvés par le rédacteur en chef. Chaque parution passait également en revue plusieurs livres d'histoire pour juger de leur conformité avec les nouvelles normes professionnelles et académiques qui étaient enseignées aux doctorants dans les meilleures écoles de troisième cycle. En se basant sur l'American Historical Review, « un universitaire en formation apprenait ce que cela signifiait d'être un historien d'une certaine sorte », conclut Sheehan.
Les universitaires insistaient sur une perspective qui voyait au-delà des particularismes locaux et visait l'échelle nationale et internationale. De plus, ils mettait de l'avant qu'en pratique cela devait être fait de façon moderne et scientifique. À cette fin, l'association promouvait activement l'excellence dans le domaine de la recherche : elle publiait une série de rapports annuels par l'intermédiaire de la Smithsonian Institution et adopta dès 1895 l'American Historical Review pour offrir des débouchés à cette nouvelle forme de recherche académique professionnelle.

### L'enseignement et lecomité des Sept
Dans le domaine de l'enseignement, le rapport du Comité des Sept de l'association sur l'étude de l'Histoire dans les écoles définit largement la manière dont l'histoire allait être enseignée au niveau des études supérieures en préparation de l'université, et s'attaqua au problème de la façon dont cette matière devrait se rattacher aux autres sciences sociales. L'association joua également un rôle décisif en faisant pression sur le gouvernement fédéral pour qu'il préserve et protège ses propres documents et dossiers. Après des pressions soutenues de la part du secrétaire de l'association Waldo Leland et de Jameson, le Congrès institua la National Archives and Records Administration en 1934.
Au fur et à mesure que les intérêts des historiens dans les universités gagnaient en importance dans l'association, d'autres domaines et activités tendirent à être laissés de côté. Les Manuscripts and Public Archives Commissions furent abandonnées dans les années 1930, tandis que les projets reliés à la recherche originale et à la publication académique prit une place toujours plus grande.

### Développements récents
Ces dernières années, l'association semble avoir reconnu ses problèmes et essayé de faire face à la tendance suivant laquelle l'histoire s'écrit par le public et pour le public. En même temps, l'association semble également perdre du terrain dans ses efforts pour conserver un rôle de meneur parmi les historiens universitaires. L'association a commencé à se pencher sur des cas de mauvaise conduite professionnelle en 1987, mais abandonna cette voie en 2005 « parce qu'elle s'est révélée inefficace en tant que réponse à une mauvaise conduite dans la profession d'historien. »

## Direction actuelle
- Président : Gabrielle M. Spiegel (Université Johns Hopkins)
- Président élu : Laurel Thatcher Ulrich (Université Harvard)
- Vice-président, division professionnelle : David J. Weber (Université Southern Methodist)
- Vice-président, division de la recherche : Teofílo Ruiz (UCLA)
- Vice-président, division de l'enseignement : Karen Haltunnen (Université de Californie du Sud)
- Directeur exécutif : Arnita A. Jones
- Rédacteur en chef de l'American Historical Review: Robert A. Schneider
- Rédacteur en chef de Perspectives on History: Pillarisetti Sudhir

## Anciens présidents
Le président de l'association est élu pour un mandat d'une année et fait un discours au congrès annuel :